# عبد الرحیم ایو
عبد الرحیم ایو (اکانی: pronunciation:؛ زادهٔ ۱۶ آوریل ۱۹۸۸) یک بازیکن فوتبال اهل غنا است.
وی همچنین در تیم ملی فوتبال غنا بازی کرده‌است.